# ياكوفليف ياك-46
ياكوفليف ياك-46 (بالإنجليزية: Yakovlev Yak-46)‏ هي من صناعة ياكوفليف.